# Sous-chef
Le sous-chef, ou second de cuisine, seconde le chef cuisinier dans toutes ses fonctions et le remplace en cas d'absence. Dans une brigade moyenne, il est généralement responsable d'une partie importante, le saucier ou le garde-manger par exemple[pas clair].